# Black Peak
Black Peak – góra w USA, w stanie Waszyngton, położona 45 km na zachód od Winthrop. Wierzchołek leży na granicy hrabstw Chelan i Skagit.
Szczyt leży na obszarze rezerwatu Stephen Mather Wilderness będącego częścią Parku Narodowego Północnych Gór Kaskadowych. Jest jednym z wyższych szczytów w tym parku. Ze szczytu spływa kilka lodowców. Szczyt ma dwa wierzchołki. Niższy (2688 m n.p.m.) nazywany jest West Peak. Na szczyt prowadzą cztery trasy. Wejście na trasę wymaga wykupienia pozwolenia.